# دار الشريف (جحانة)

تعديل مصدري - تعديل

دار الشريف هي إحدى قرى عزلة مسور بمديرية جحانة التابعة لمحافظة صنعاء، بلغ تعداد سكانها 1060 نسمة حسب تعداد اليمن لعام 2004.